# Horst Köppel
Horst Köppel (Stuttgart, 17 mei 1948) is een Duitse voetbaltrainer en voormalig speler, die het laatst heeft gewerkt als hoofdtrainer voor FC Ingolstadt 04.

## Erelijst

### Speler
- Europees kampioenschap voetbal 1972 winnaar.
- Europa Cup runner-up: 1977 kampioen.
- UEFA Cup winnaar: 1975,: 1979.
- Bundesliga, 1971, 1975, 1976, 1976. 1970
- Bundesliga runner- up: 1974, 1978:.

### Trainer
- DFB-Pokal winnaar 1989.

1 Maier ·
2 Höttges ·
3 Breitner ·
4 Schwarzenbeck ·
5 Beckenbauer  ·
6 Wimmer ·
7 Grabowski ·
8 Hoeneß ·
9 Heynckes ·
10 Netzer ·
11 E. Kremers ·
13 Müller ·
14 Vogts ·
15 Bonhof ·
16 Bella ·
17 Löhr ·
18 Köppel ·
22 Kleff ·
Coach: Schön